# Sonda lambda

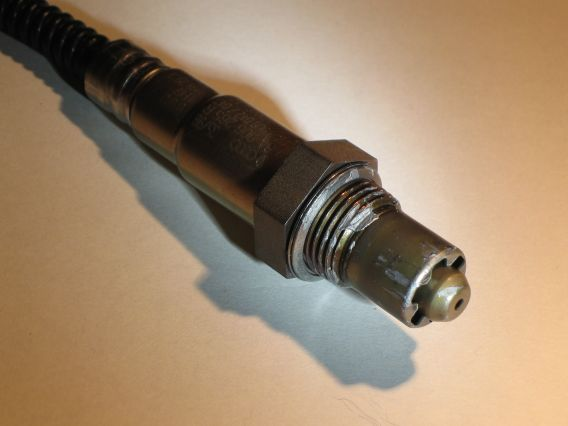
Una sonda lambda

La sonda lambda è necessaria per rilevare la presenza di ossigeno nei gas di scarico e per mantenere il rapporto di miscela (kg aria/kg combustibile) entro l'intervallo di efficienza ottimale del catalizzatore dei veicoli. 
La sonda può essere utilizzata su tutti i mezzi con motore ad accensione comandata (con alimentazione a benzina, etanolo, gas) per assicurare la stechiometria della miscela (tramite una sonda di regolazione, posta a monte del catalizzatore) e per effettuare, tramite un sensore distinto (sonda di diagnosi), posto a valle del catalizzatore, il controllo dello stato funzionale di quest'ultimo.

## Principio di funzionamento

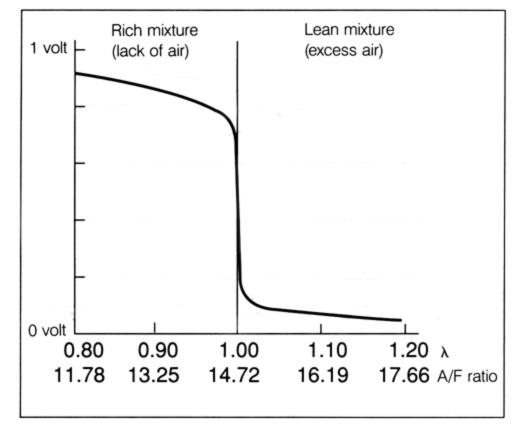
Schema del segnale λ HEGO di un motore a benzina

La sonda lambda è in grado di rilevare la concentrazione di ossigeno all'interno dei gas di scarico. Tramite la misura di confronto dell'ossigeno presente nell'aria ambientale, rilevata all'altra estremità della sonda, viene indirettamente ricavata la quantità di ossigeno nei gas di scarico. 
Con la lettera greca λ (lambda) viene indicato il rapporto tra l'aria e il combustibile rispetto al rapporto stechiometrico del combustibile utilizzato, dove:
- λ = 1, quando la combustione è stechiometrica;
- λ < 1, quando c'è un eccesso di combustibile (miscela grassa);
- λ > 1, quando c'è un eccesso d'aria (miscela magra).

La sonda trasmette poi l'informazione, tramite segnale elettrico, alla centralina (unità di controllo motore) che misura l'errore su lambda e regola l'immissione di carburante e aria all'interno della camera di combustione. 
Vi sono due tipi di sonde in commercio, che  si differenziano per il tipo di risposta che danno alla ECU:

### Sonda lambda HEGO (heated exhaust gas oxygen sensor)
L'uscita della sonda è di tipo booleano (1 o 0) per indicare se siamo nella zona a miscela grassa o in quella a miscela magra. Il passaggio da una situazione all'altra avviene in un arco molto ristretto, non fornendo però alcuna effettiva informazione sul reale valore di lambda, ma solo una indicazione sulla stechiometria. Queste sonde sono state le prime ad essere usate per il controllo motore e danno un input alla ECU di arricchire la miscela quando trovano il valore relativo alla miscela magra e smagrire quando trovano il valore per la miscela grassa. 
Il funzionamento ideale del motore è quello con il valore di output oscillante ad altissima frequenza tra zero e uno. La sonda HEGO viene utilizzata per il controllo in closed loop, per centrarsi il più possibile su un lambda stechiometrico.

### Sonda lambda UEGO (universal exhaust gas oxygen sensor)
L'uscita della sonda UEGO è un valore variabile in corrente a seconda del valore di lambda e può essere utilizzato per aggredire lambda target diversi da 1. L'uscita reale del sensore è una curva esponenziale aperiodica, che ci indica una dinamica lenta associabile a un sistema del primo ordine; la risposta della sonda sarà quindi in ritardo in relazione a variazioni repentine di miscela introdotta, arrivando fino a 300 millisecondi circa. Il sistema, se non subisce variazioni repentine, è adatto a centrare il valore di lambda in maniera precisa, su quello che è il lambda target.
La struttura della sonda UEGO è costituita da una sonda non lineare  più un sistema di controllo a corrente in una camera di misura.
- Il sistema di controllo misura gli ioni ossigeno in una cella di misura.
- Se vi sono ioni ossigeno in eccesso la miscela è magra e bisogna estrarli dalla camera per riportare il lambda a 1. Se, viceversa, la miscela è grassa bisognerà pomparli all'interno della camera.
- Si misura il segno della corrente che può essere relativa al pompaggio, quindi negativa, o all'estrazione, quindi positiva.
- Dal confronto con una corrente di riferimento possiamo sapere qual è l'effettivo valore di lambda.

## Utilizzo della sonda
La misura dell'ossigeno nei gas di scarico è fondamentale nel controllo motore per centrare l'iniezione su una certa massa di combustibile che garantisca un certo lambda target. La sonda lambda viene utilizzata solo su motori ad accensione comandata per via del loro tipo di regolazione di coppia. I motori a benzina, etanolo, GPL, metano ecc... devono mantenere sempre un rapporto stechiometrico al variare della massa di aria in ingresso al corpo farfallato; la costanza del lambda è quindi la condizione che si impone al sistema di controllo e che si misura indirettamente grazie alla sonda. Sui motori diesel la regolazione della coppia avviene per qualità, cioè ammettendo una quantità di aria sempre costante e variando la quantità di combustibile immesso; questo rende inutile la sonda lambda.

### Lambda target
Il lambda target è il lambda a cui deve funzionare il motore in una certa condizione di giri al minuto e carico. L'informazione sul lambda target è contenuta all'interno di mappe tridimensionali caricate in centralina e ottenute sul banco prova. La mappa di lambda target sarà prevalentemente spianata e con valore pari a λ=1 (stechiometrico), con possibili scostamenti verso valori di λ<1 verso gli alti regimi. 
La condizione di lambda stechiometrico garantisce, in associazione all'uso di un catalizzatore trivalente, all'abbattimento totale degli inquinanti (escluso il particolato solido). La criticità della produzione di inquinanti nei veicoli benzina si pone quindi solo durante la fase di riscaldamento della sonda e del motore all'avviamento. 
Potremmo volerci discostare da una condizione stechiometrica in particolari applicazioni sportive dove si raggiungono regimi e carichi molto alti, soprattutto con motori sovralimentati. Lambda grassi consentono un raffreddamento dei componenti sollecitati termicamente, grazie al calore latente di vaporizzazione del carburante, che non partecipa alla combustione ma che asporta calore. Questa condizione inibisce la funzione del catalizzatore trivalente permettendo solamente la riduzione degli ossidi di azoto e lasciando uscire liberamente in ambiente idrocarburi incombusti e monossido di carbonio. Le nuove normative mettono un freno a questa pratica denominata "protezione componenti", riducendo le performance ma anche gli inquinanti emessi da un certo tipo di veicoli.   

### Diagnosi catalizzatore
Il convertitore catalitico come ogni dispositivo a bordo del veicolo è soggetto a invecchiamento e alla tendenza a non riuscire più a immagazzinare la giusta quantità di ossigeno per ossidare HC (idrocarburi incombusti) e CO (monossido di carbonio). 
- Durante gli sbandamenti in magro ossido gli HC e i CO, ma faccio passare gli NOx inalterati
- Durante gli sbandamenti in grasso riduco gli NOx ma lascio passare gli HC e i CO

Gli ossidi di cerio, durante le brevi oscillazioni in grasso dovute alla sonda HEGO, intrappolano l'ossigeno che servirà poi per ossidare gli HC e i CO durante gli sbandamenti in magro. Una oscillazione ad alta frequenza assicura il minimo degli agenti inquinanti. 
Per misurare la capacità residua del catalizzatore di immagazzinare ossigeno effettuo la seguente procedura:
- Fase 1: forzo un ingrassamento della miscela fino a 0.98, svuotando il catalizzatore completamente di ossigeno.
- Fase 2: il modello matematico di svuotamento del catalizzatore in centralina calcola il tempo a cui devo rimanere a λ=0.98 per consumare completamente l'ossigeno.
- Fase 3: forzo uno sbandamento in magro con λ=1.02 e faccio partire un cronometro in centralina. Il cronometro verrà fermato una volta misurato effettivamente il passaggio in magro con λ=1.02.

Dato il tempo di riempimento possiamo ricavare, rispetto al tempo di riempimento iniziale, la capacità residua di immagazzinare ossigeno.

## Tipi di sonde
Le sonde si differenziano in base al tipo di materiale ceramico utilizzato: diossido di zirconio  e diossido di titanio. 
I sensori all'ossido di zirconio e all'ossido di titanio non sono intercambiabili, sia per le dimensioni, sia per le differenti strategie di controllo che vengono utilizzate per valutare il segnale del sensore.

### Sonda lambda al biossido di zirconio
La superficie esterna dell'elemento in diossido di zirconio è a diretto contatto con i gas di scarico, mentre la superficie interna lo è con l'atmosfera. Entrambe le superfici sono rivestite di un sottile strato di platino. L'ossigeno in forma ionica attraversa lo strato ceramico e carica elettricamente lo strato di platino che quindi si comporta come un elettrodo: il segnale elettrico che viene generato è raccolto dal cavo di connessione in uscita dal sensore. L'aria di riferimento richiesta per il funzionamento di questo tipo di sonda era prelevata, nelle prime sonde, attraverso fori ricavati nel corpo della sonda; mentre nei sensori più recenti, la stessa è solitamente fornita attraverso i cavi elettrici della sonda. È dunque di fondamentale importanza che i cavi della sonda non siano piegati e che il connettore della sonda venga mantenuto libero da ogni impurità (per evitare danni alla sonda, è quindi assolutamente da evitare lo spruzzare o altrimenti depositare sul suo connettore qualunque tipo di lubrificante, detergente o dielettrico).
L'elemento in biossido di zirconio diventa permeabile agli ioni di ossigeno alla temperatura di circa 300 °C. Quando la concentrazione dell'ossigeno è diversa sulle due superfici del sensore, viene generata una tensione grazie alle particolari proprietà fisiche del biossido di zirconio. Con una miscela povera la tensione del segnale è bassa mentre con una miscela ricca è alta.
Il tipico cambiamento dell'intensità del segnale avviene quando il rapporto aria-benzina è di 14,7 a 1 (14,7 parti di aria verso 1 parte di benzina) e viene chiamato lambda 1. Questo rapporto è considerato anche indice di completa combustione (da qui il nome di sonda lambda).
Il sistema di controllo della miscela aria-benzina viene pilotato dalla sonda lambda che inizia ad operare sopra i 300 °C. L'elemento sensibile richiede un certo tempo di riscaldamento e per questo motivo la maggior parte delle sonde lambda hanno al loro interno una resistenza in ceramica che, riscaldandosi, riduce sensibilmente il tempo di attivazione.

### Sonda lambda al biossido di titanio
L'elemento in diossido di titanio non genera una tensione come quello allo zirconio. Nell'elemento in diossido di titanio la resistenza elettrica varia in rapporto alla concentrazione di ossigeno. A lambda 1 (rapporto stechiometrico) si verifica una significativa variazione della resistenza. 
Applicando un opportuno valore di tensione alla sonda al titanio si può misurare una corrente in uscita che è in relazione con la concentrazione di ossigeno nei gas di scarico. A differenza del tipo allo zirconio, quello al titanio non richiede aria di riferimento e quindi le dimensioni dell'elemento sensibile sono più piccole.